# Пафос (місто)
Пафос (грец. Πάφος, тур. Baf) — місто на південному-заході Кіпру. Місто Пафос було заселене ще з неолітичного періоду. Це був центр культу Афродіти, а також еллінських богів родючості. Згідно з легендою, Афродіта народилася саме в цьому місті (Куклія), де в XII в. до н. е. мікенці звели на її честь храм.

## Історія

### Неа Пафос

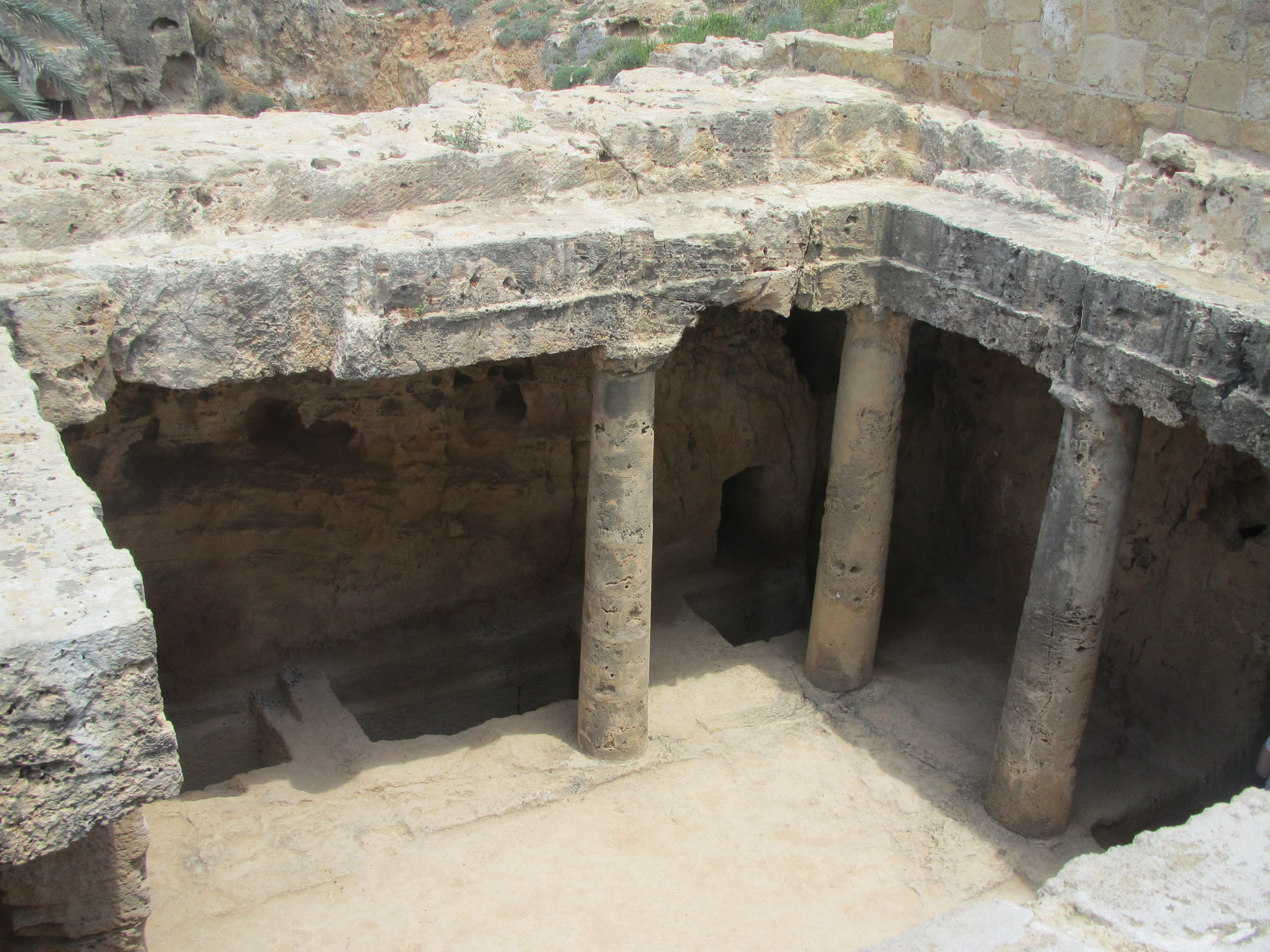
Гробниці царів у Пафосі

Близько 320 до н. е., царем Нікоклом було зведено потужне давнє місто Неа Пафос (Новий Пафос). Стародавнє місто є одним з найважливіших археологічних пам'яток на Кіпрі. Його пам'ятники були внесені до списку Всесвітньої культурної спадщини ЮНЕСКО. Перша кіпрська пам'ятка — руїни стародавнього міста Пафос — увійшли до переліку Світової спадщини 1980 року під час 4-ї сесії Комітету Світової спадщини ЮНЕСКО. Місто було засноване в західній частині острова в кінці четвертого або на початку третього століття до нашої ери. У період еллінізму він належав до Держави Птолемеїв, а потім, після 58 р до н. е., перебувало під римською опікою. Протягом багатьох століть (від бл. 200 р до н. е. до бл. 350 р н. е.) він був столицею острова.

#### Архітектурно-археологічна цінність

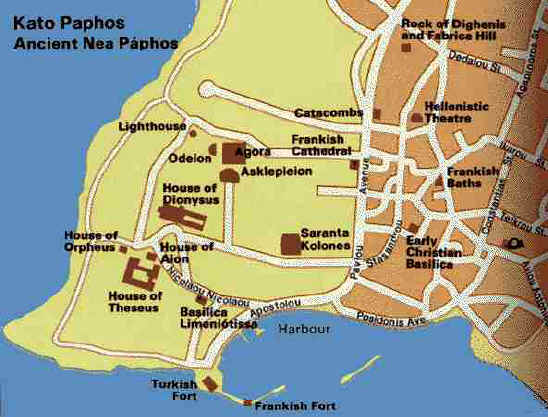
План міста

Місто розділене на дві частини — Като-Пафос (Нижній Пафос), який також називають Неа-Пафос (Новий Пафос), і Пано-Пафос (Верхній Пафос), який також називають Ктима. Ктима — це, по суті, міський центр, де розташована більшість адміністративних будівель міста. Нижнє місто (Като-Пафос) простягнулося вздовж берега, тут розташовані більшість пам'яток: руїни вілл, палаців, театрів, фортець і гробниць надають цьому об'єкту особливу архітектурну та історичну цінність. Мозаїки Неа-Пафосу — одні з найдивовижніших в світі.
Власне Пафос, розташований в районі Пафосу в західній частині Кіпру, є археологічним надбанням, яке складається з трьох компонентів на двох майданчиках: місто Като Пафос (Site I), і село Коуклі (Kouklia) (Site II). Като Пафос включає залишки стародавнього Неа Пафос (Священне місто Афродіти) і некрополя Като Пафосу відомого як Tafoi ton Vasileon («Гробниці царів»), далі на північ. Село Куклія включає залишки храму Афродіти (Afrodita Sanctuary) і Palaepaphos (Старий Пафос). Через вік цих пам'яток і тому, що вони тісно і безпосередньо пов'язані з культом і легендою Афродіти (Венери), яка під впливом гомерівської поезії стала ідеалом краси та любові, надихаючи письменників, поетів і художників протягом всієї людської історії, ці два місця насправді можна вважати видатною універсальною цінністю. Като Пафос являє собою велику археологічну зону із залишками вілл, палаців, театрів, фортець і гробниць. Вони ілюструють виняткову архітектурну та історичну цінність Пафосу. Вілли багато прикрашені мозаїками, на яких зображені сцени з давньогрецької міфології, які дають нам уявлення грецьких богів, богинь і героїв, а також повсякденне життя тих часів. Кіпр був місцем поклоніння еллінським богам родючості, починаючи з періоду неоліту (6-е тисячоліття до н. е.). Багато з археологічних знахідок є дуже давніми; Храм Афродіти датується 12-м століттям до нашої ери, і свідчить про одне з найстаріших мікенських поселень. Мозаїки Неа Пафосу вкрай рідкісні і вважаються одними з найкращих зразків у світі; вони охоплюють період еллінізму до візантійського періоду. Один з ключів до нашого знання древньої архітектури, архітектурні залишки вілл, палаців, фортець, скельний перистиль гробниць Пафосу мають виключно історичну цінність.

### Подальший розвиток
У римську добу Пафос став резиденцією римського проконсула. Одним з проконсулів Пафоса був Цицерон. У першому столітті нашої ери, близько 45 р. місто відвідав апостол Павло, від якого на острові поширилось християнство.
З часів османського панування у місті збереглась турецька фортеця, побудована у 1572 р.

## Світова спадщина ЮНЕСКО

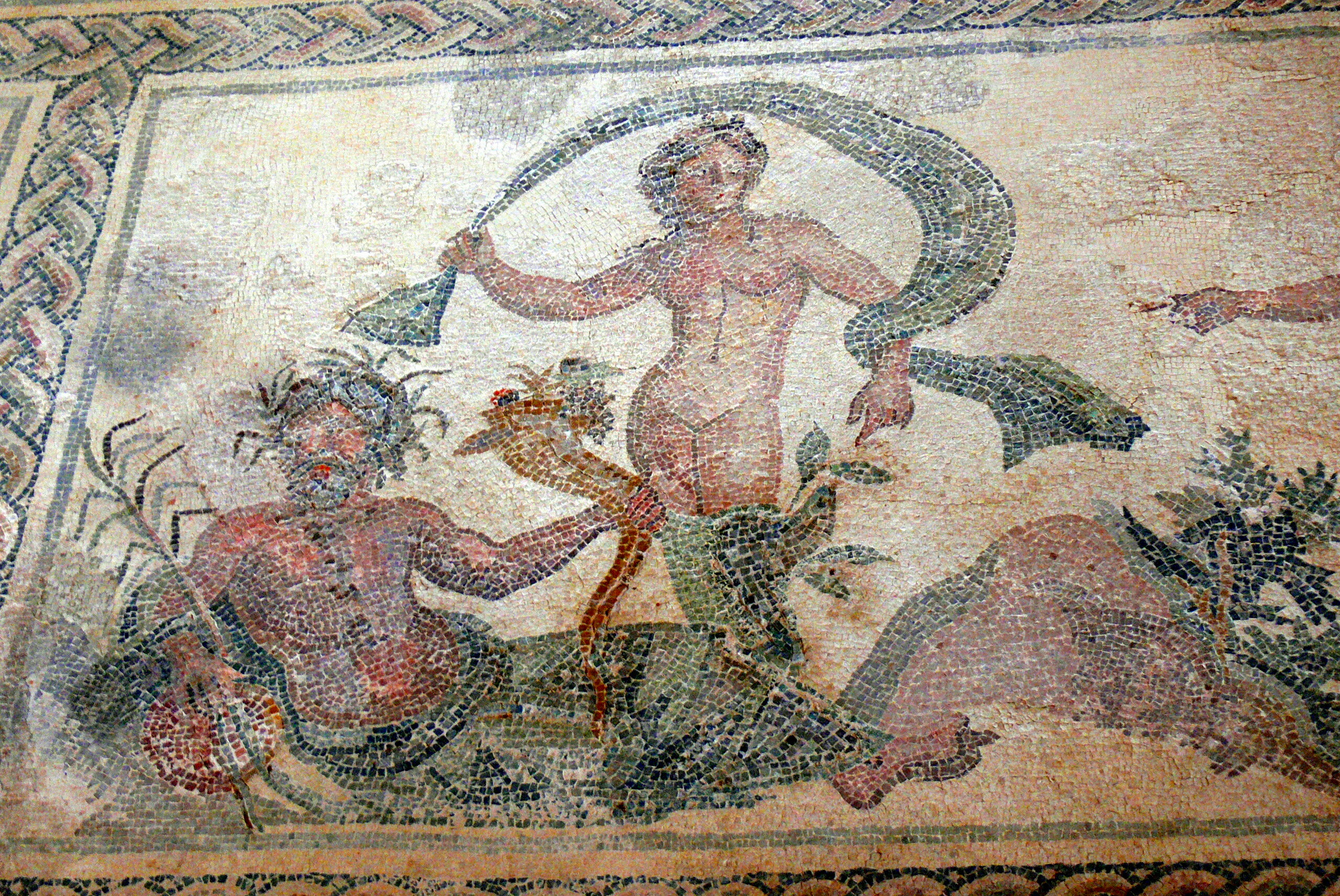
Вілла Діоніса
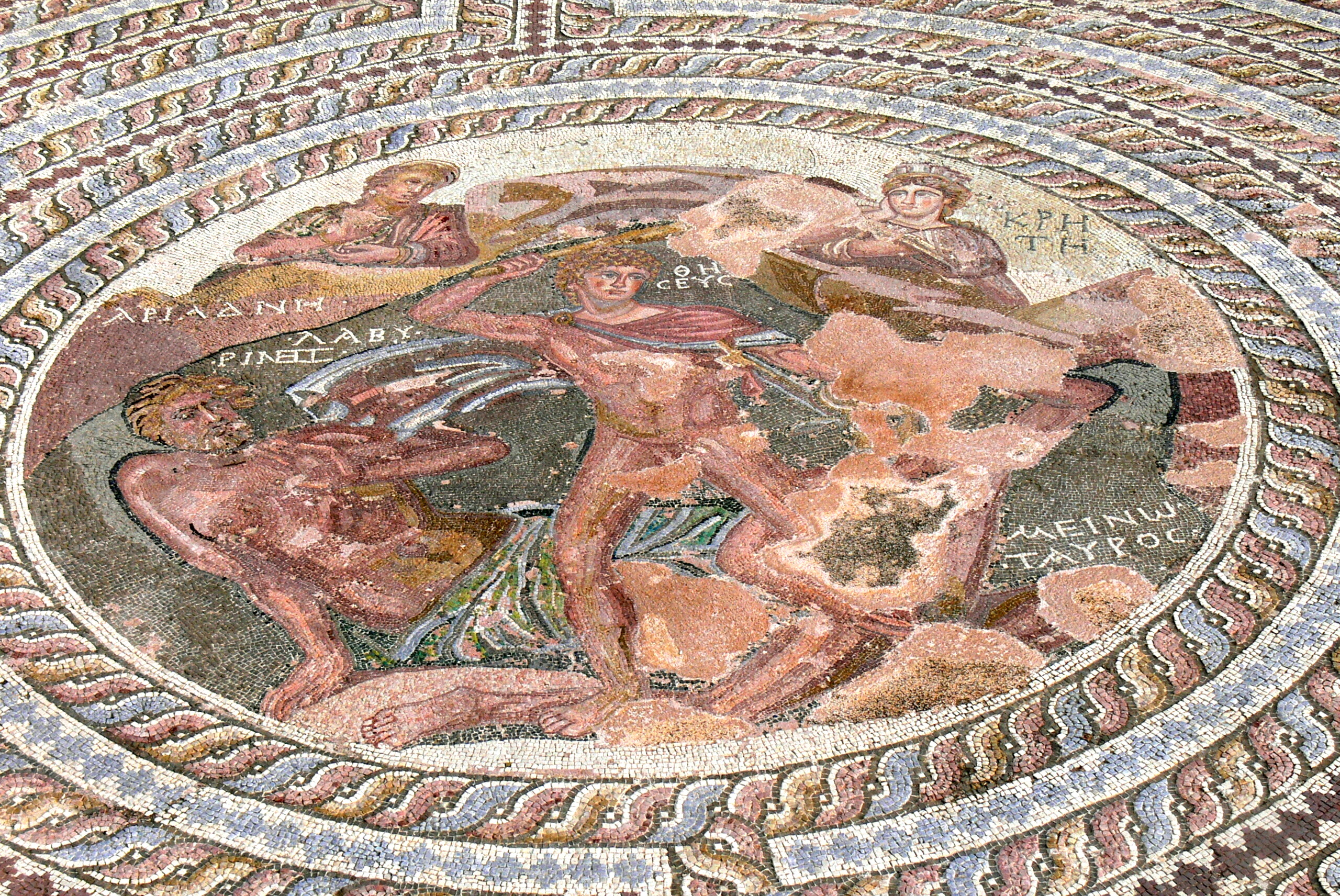
Вілла Тесея

- вілла Діоніса, побудована римлянами у 3 ст.;
- вілла Тесея та її мозаїки, що зображують боротьбу Тесея з Мінотавром та перше купання Ахіллеса;
- римський театр 2 ст.;
- грот Святої Соломонії;
- царські гробниці;
- колона Святого Павла.[5]

Вся зона охоронної зони руїн Пафосу, як пам'ятки розташована в межах території розміром 291 га, у тому числі із залишками вілл, палаців, театрів, фортець і скельного некрополя відомого як «Гробниця царів». На цій території немає буферної зони, хоча національний Закон з охорони античних пам'яток (Antiquities Law) передбачає створення «контрольованих зон» в безпосередній близькості від місць археологічних розкопок. Пам'ятка не постраждала надмірно від несприятливих наслідків розвитку сучасного будівництва. Тиск розвитку забудови в околицях пам'ятки, що загрожує змінити ландшафт і забудову нині розглядаються в рамках співпраці з іншими урядовими відомствами і місцевими органами влади. Цілісність майна пов'язана з діями, розпочатими державою-учасником для збереження вихідного стану руїн. Проводиться робота зі збереження, яка орієнтована на забезпечення структурної безпеки руїн, дотримуючись при цьому вихідних матеріалів та естетичної цінності пам'ятки. Особлива увага приділяється в збереженні мозаїчних підлог. Велика програма збереження для мозаїчних підлог була запроваджена в дію в 2011 році Департаментом античних пам'яток (Department of Antiquities). Мета дій департаменту полягає в тому, щоб продовжувати зусилля в напрямку наукового підходу до збереження археологічних залишків і в продовженні протистояння тиску розвитку забудови в околицях пам'ятки. Пафос є справжньою автентикою з огляду на його місце розташування і параметри, форми і конструкції, а також матеріали та засоби будівництва. Основні елементи майна, такі як археологічні знахідки, пов'язані з культом Афродіти, рідкісні мозаїки, і залишки цивільних, військових і похоронної архітектури, зберігають високий ступінь правдивості щодо використаних матеріалів.

### Археологічні роботи

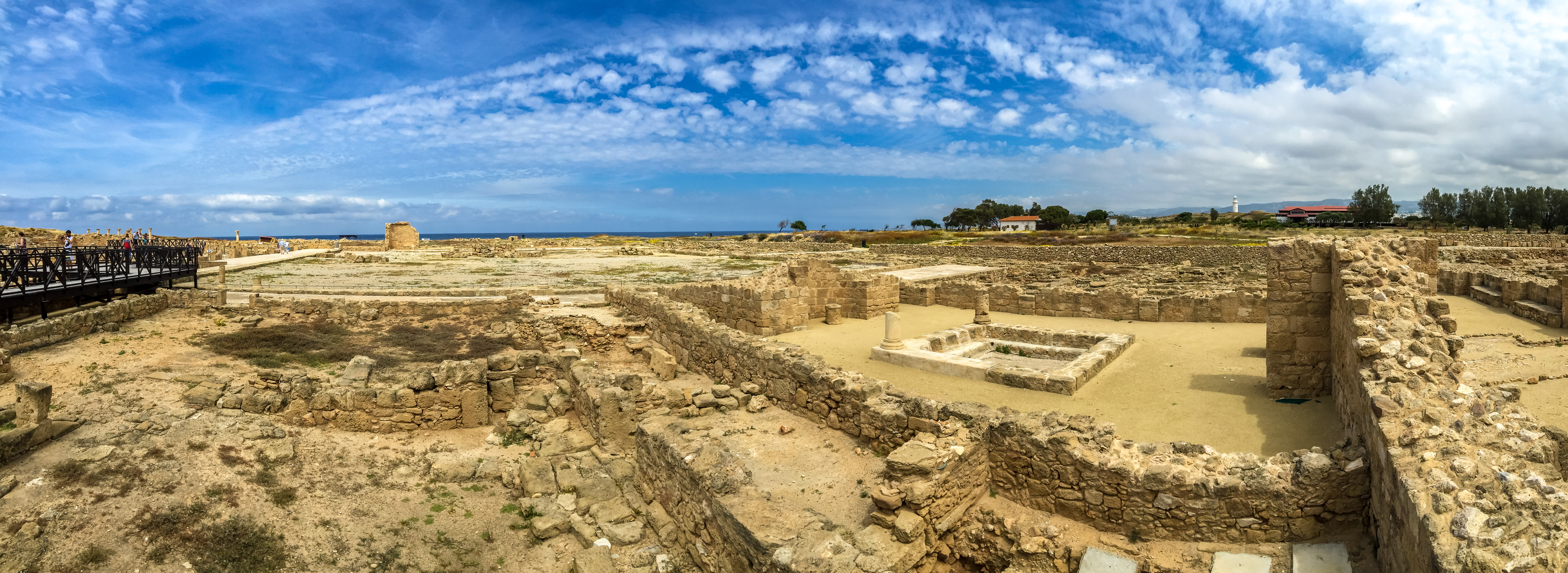
Панорама археологічного парку

У 1975—1978 роках дослідник з Кіпру — Кіріакос Ніколау виявив і частково досліджував агору римського міста в Пафосі. Вона була розташована в передній частині Одеона і утворювала майже квадратне подвір'я, ймовірно, оточене колонадою (перистиль) з довжиною сторони в майже 100 м. За словами Ніколау, римська Агора функціонувала від другого до четвертого століття нашої ери. З 2011 року команда професора Ewdoksia Papuci-Władyka з Відділу класичної археології Ягеллонського університету Інституту археології вивчає агору Неа Пафос в рамках проєкту Пафосу Agora. Робота проводилась відповідно до ліцензії, виданої Департаментом старожитностей Кіпру. Основна мета проєкту полягала в пошуку елліністичних цінностей Агори — столиці острова. У 2015 році розпочалась нова фаза проєкту. Мета проєкту полягала в дослідженні і реконструюванні простору агори, її інфраструктури та економічної діяльності міста з використанням міждисциплінарних методів. Крім кіпрських розкопок (наприклад, Будинок Діоніса, Будинок Орфея, базиліка), було проведено дослідження, цілу низку міжнародних археологічних місій, у тому числі одну з Варшавського університету в Польщі (Maloutena житловий район з вілли Тесей), а інші з Італії ('Гаррісона Camp'), Австралії (в театрі) і Франції (на пагорбі Fabrica).
Міські традиції мали великий вплив у давнину. У римські часи, у містах часто використовувалися наявні основні елементи рельєфу (сітки вулиць). Пафос не був винятком. На основі наявних епіграфічних джерел та археологічних відкриттів було визначено, що агора елліністичного міста насправді керується класичним розташуванням площі ринок.

### Програма захисту ЮНЕСКО

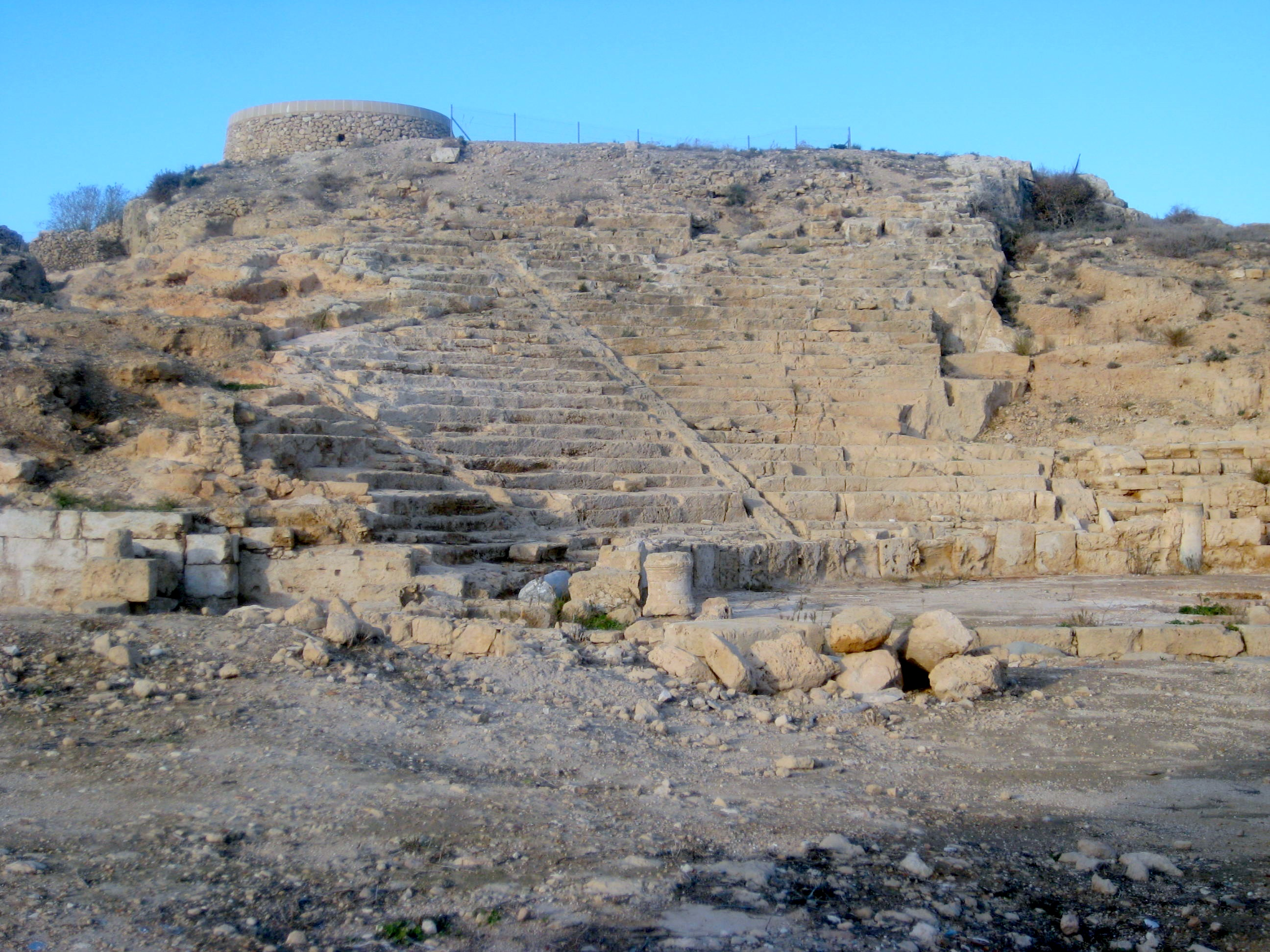
Театр

Пафос охороняється та управляється відповідно до положень Закону про національні старожитності й міжнародними договорами Республіки Кіпр. Відповідно до Закону про старожитності, давні пам'ятки належать до категорії як Першого Списку (урядова власність) або Другого Списку (приватної власності). Пафос (як місто Като Пафос і село Куклія) перебувають здебільшого під державною власністю. Пафос включений в список древніх пам'ятників Другого Списку, відповідно до положень статті 8 Закону про старожитності. Крім того, Закон передбачає створення «контрольованих зон» в безпосередній близькості навколо ділянок, щоб контролювати висоту та архітектурний стиль будь-яких пропонованих проєктів будівель; такі ділянки знаходяться як в Като Пафосі, так і в селі Куклія. Пафосу був наданий статус про «посилений захист» в листопаді 2010 року Комітетом ЮНЕСКО із захисту культурних цінностей у випадку збройного конфлікту. Управління майном знаходиться під безпосереднім контролем Куратора стародавніх пам'ятників і директора Департаменту старожитностей. Археологічний офіцер Пафосу несе відповідальність за контроль за майном, під керівництвом куратора стародавніх пам'ятників. У власності має достатнє фінансування, яке надається Департаментом старожитностей з щорічного державного бюджету. Генеральний план Като Пафосу (Site I) був здійснений з 1991 року. Другий етап цього генерального плану, що стосується створення притулків для мозаїчних підлог, знаходиться в стадії розробки. Генеральний план Palaepaphos (Site II) також був підготовлений і знаходиться в стадії поступової реалізації. Створення плану управління Пафосу, які задовольняють потреби збереження майна є одним із завдань, поставлених Департаментом старожитностей для всіх перерахованих об'єктів Кіпру занесених до Всесвітньої спадщини. Забезпечення стійкої універсальної цінності об'єкта з плином часу дійде до завершення, затвердження та реалізації плану управління Пафосом, з метою збереження унікальних цінностей і передання пам'ятки майбутніми поколіннями. Вона також буде активізувати зусилля, що вживаються в рамках національного законодавства, щоб звести до мінімуму небезпеку посягання і зведення будівель недоречних в цій привілейованій туристичній зоні.

## Галерея

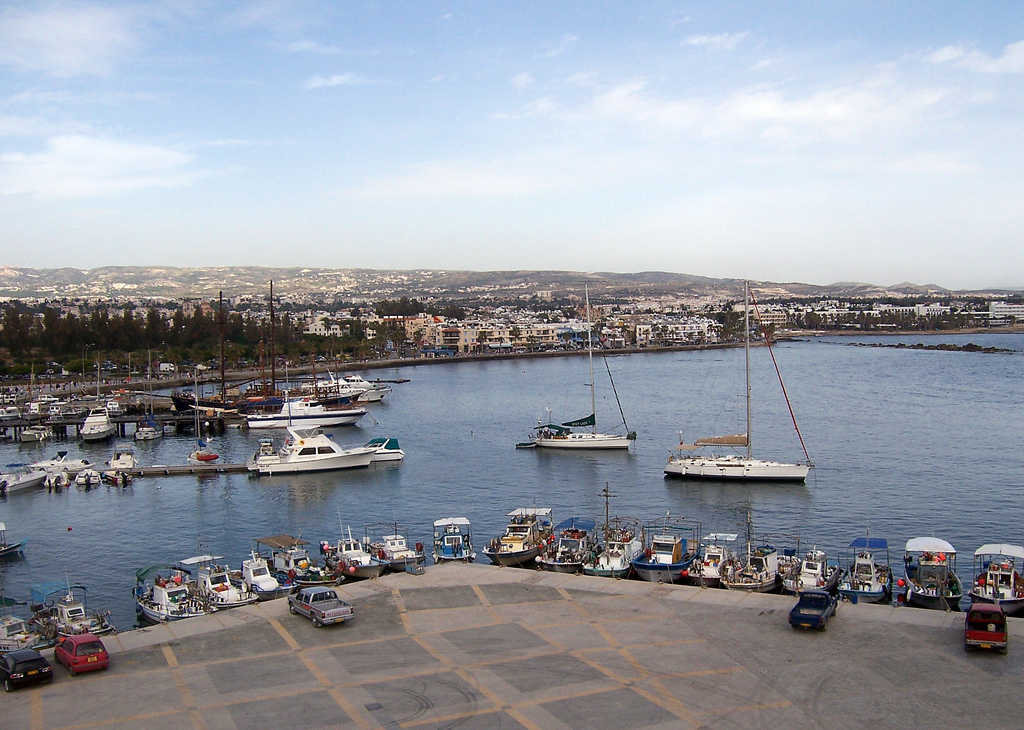
Сучасний вигляд міста
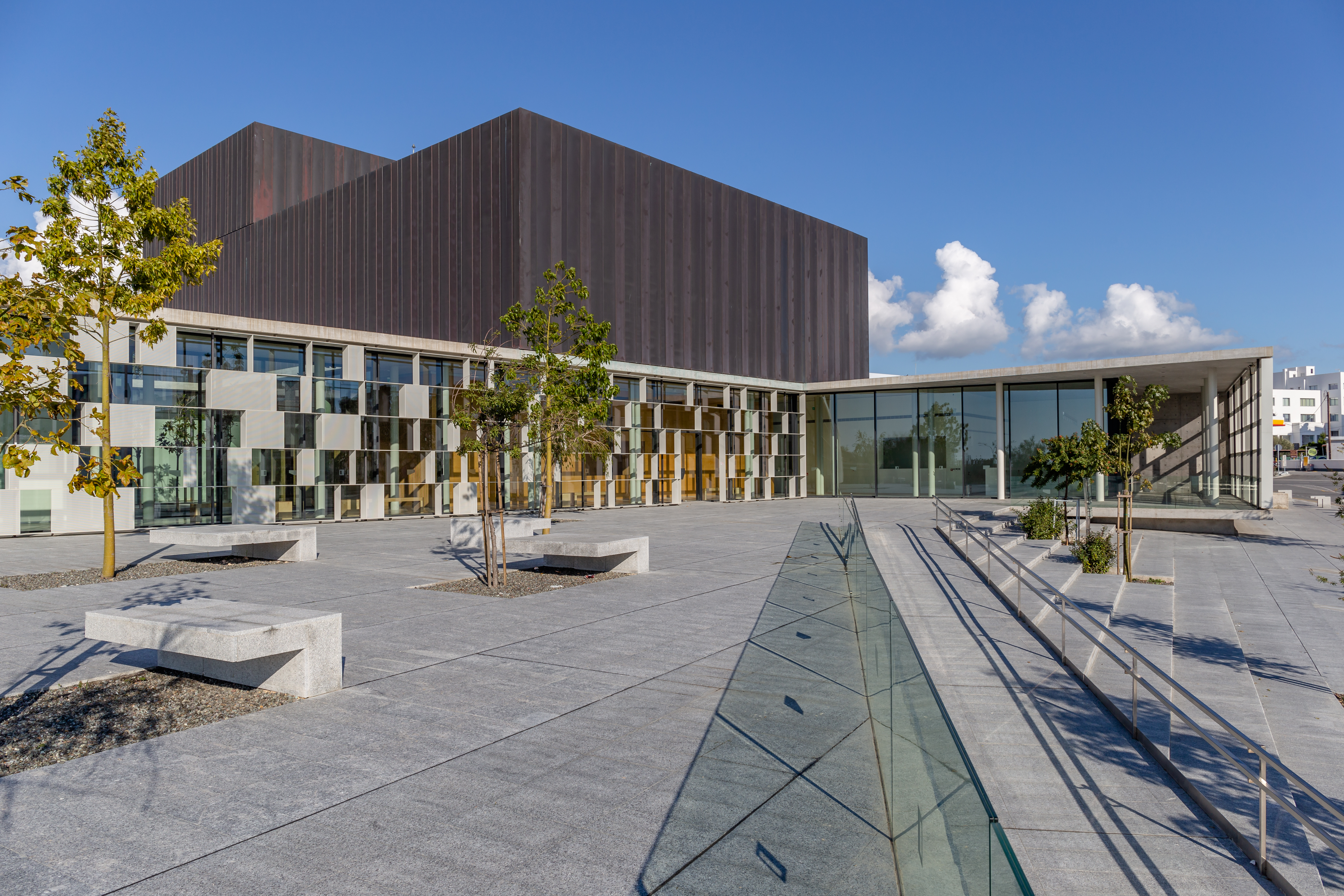
Театр Маркідеіо
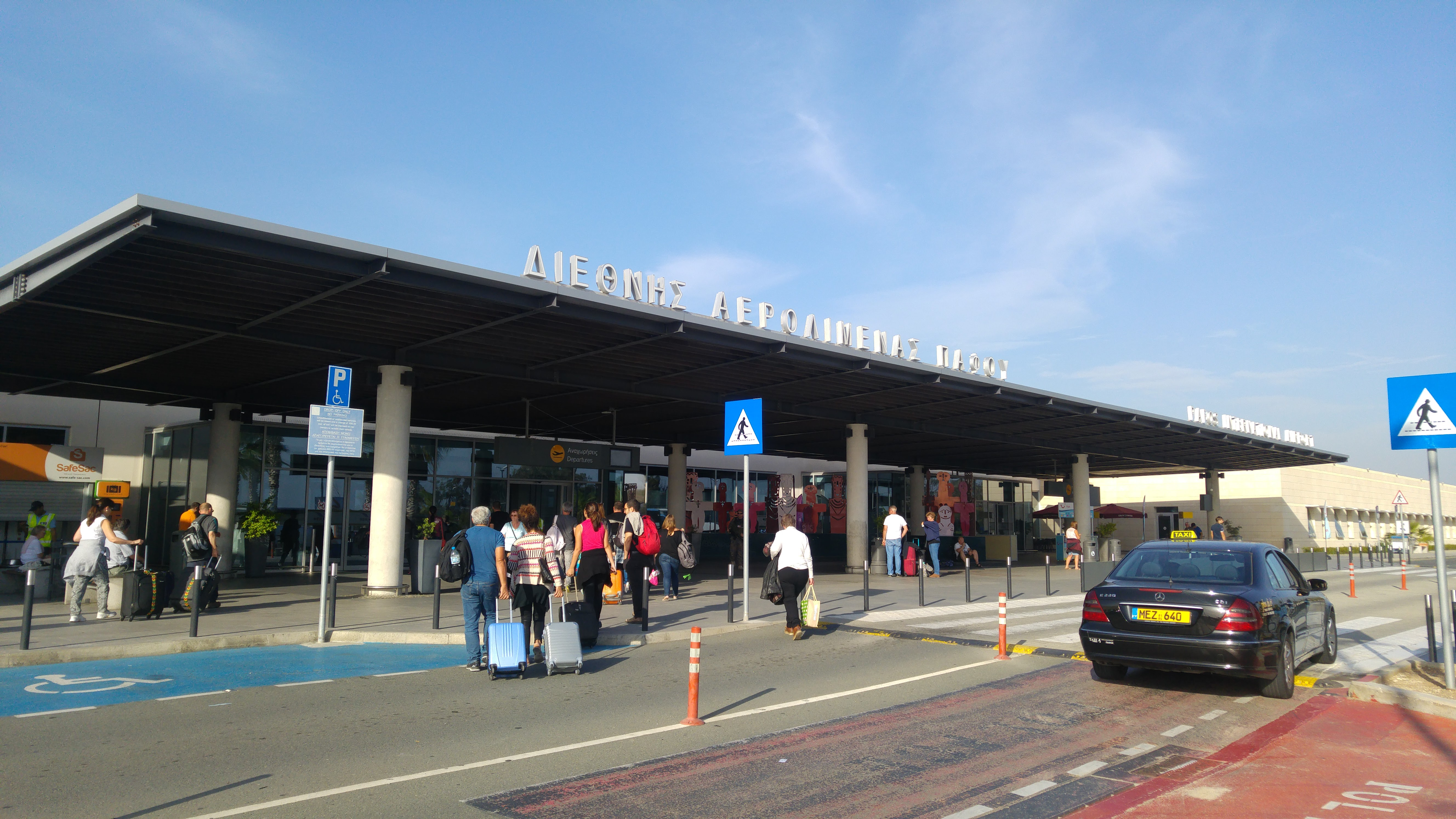
Аеропорт